# Нововасилівка (Куп'янський район)
Нововаси́лівка — село в Україні, у Дворічанській селищній громаді Куп'янського району Харківської
області. Населення становить 55 осіб. До 2020 орган місцевого самоврядування — Петро-Іванівська сільська рада.

## Історія
7 (20) листопада 1917 року, відповідно до.Третього Універсалу Української Центральної Ради, увійшло до складу Української Народної Республіки.
12 червня 2020 року, відповідно до Розпорядження Кабінету Міністрів України  № 725-р «Про визначення адміністративних центрів та затвердження територій територіальних громад Харківської області», увійшло до складу Дворічанської селищної громади.
19 липня 2020 року, в результаті адміністративно - територіальної реформи та ліквідації Дворічанського району, село увійшло до складу Куп'янського району Харківської області.
Село тимчасово окуповане російськими військами 24 лютого 2022 року.

## Географія
Село Нововасилівка знаходиться на лівому березі річки Верхня Дворічна, вище за течією за 2 км розташоване село Колодязне, нижче за течією за 2 км — село Петро-Іванівка, на протилежному березі село Митрофанівка та колишнє село Корінне.